# A 2001. szeptember 11-i terrortámadások után lejátszásra alkalmatlannak ítélt dalok listája
Ez a lista azokat a dalokat tartalmazza, amelyeket az amerikai Clear Channel lejátszásra alkalmatlannak ítélt a 2001. szeptember 11-ei terrortámadások után. A támadások utáni napokban több rádió- és televízióadó változtatta meg a műsorrendjét az eseményekre reagálva. Ez idő alatt terjedt el az a szóbeszéd, hogy a Clear Channel Communications és leányvállalatai létrehoztak egy listát, amely a vitatható szöveggel rendelkező dalokat tartalmazza, és az állomások nem kívánják lejátszani az ilyen dalokat. A listát a független Hits Daily Double hírlevél terjesztette.
A lista 166 dalt tartalmaz, köztük a Rage Against the Machine összes művét, valamint több előadó által feldolgozott dalt (például a Knockin’ on Heaven’s Doort Bob Dylan és a Guns N’ Roses előadásában is). Érdekesség, hogy az Alien Ant Farm által feldolgozott Smooth Criminal szerepel a listán, miközben a Michael Jackson által énekelt eredeti lemaradt róla.
A dalokat előadók szerint csoportosítva, betűrendben sorolják fel.
A lista létjogosultságát és következetességét sokat kritizálták. Olyan dalok is felkerültek, amelyek csak címükben utaltak a halálra, vagy tévesen értelmezték a szövegüket. A The Beatles A Day in the Life című dala annak ellenére szerepel, hogy egy autóbalesetről szól. Ugyanakkor az I am the Walrus, amely egy keddi mészárlást említ meg, nem szerepel a listán (a terrortámadás is keddi napra esett). Alfred Matthew Yankovic Christmas Gound című dala egy karácsony napján elkövetett atombomba támadást emleget, ennek ellenére nincs rajta a listán. Többek között sokan a listára nem illőnek tartották a Queen Killer Queen, a Barenaked Ladies Falling for the First Time című dalát.

## 0–9
- 3 Doors Down – Duck and Run
- 311 – Down

## A
- AC/DC – Dirty Deeds Done Dirt Cheap, Hells Bells, Highway to Hell, Safe in New York City, Shoot to Thrill, Shot Down in Flames és T.N.T.
- Ad Libs – The Boy From New York City
- Alice in Chains – Down in a Hole, Rooster, Sea of Sorrow és Them Bones
- Alien Ant Farm – Smooth Criminal
- Animals – We Gotta Get Out of This Place
- Louis Armstrong – What a Wonderful World

## B
- The Bangles – Walk Like an Egyptian
- Barenaked Ladies – Falling for the First Time
- Fontella Bass – Rescue Me
- Beastie Boys – Sabotage és Sure Shot
- The Beatles – A Day in the Life, Lucy in the Sky with Diamonds, Ob-La-Di, Ob-La-Da és Ticket to Ride
- Pat Benatar – Hit Me With Your Best Shot és Love Is a Battlefield
- Black Sabbath – Sabbath Bloody Sabbath és War Pigs
- Blood, Sweat and Tears – And When I Die
- Blue Öyster Cult – Burnin’ For You
- Boston – Smokin’
- David Bowie és Mick Jagger – Dancing in the Street
- Arthur Brown – Fire
- Jackson Browne – Doctor My Eyes
- Buddy Holly and the Crickets – That’ll Be the Day
- Bush – Speed Kills (a dal nevét a támadások után The People That We Love-ra változtatták)

## C
- Chi-Lites – Have You Seen Her
- Petula Clark – A Sign of the Times
- The Clash – Rock the Casbah
- Phil Collins – In the Air Tonight
- Sam Cooke – Wonderful World
- Creedence Clearwater Revival – Travelin’ Band
- The Cult – Fire Woman

## D
- Bobby Darin – Mack the Knife
- Dave Clark Five – Bits and Pieces
- Dave Matthews Band – Crash into Me
- Skeeter Davis – The End of the World
- Neil Diamond – America
- Dio – Holy Diver
- The Doors – The End
- The Drifters – On Broadway
- Drowning Pool – Bodies
- Bob Dylan – Knockin’ on Heaven’s Door

## E
- Everclear – Santa Monica

## F
- Shelley Fabares – Johnny Angel
- Filter – Hey Man, Nice Shot
- Foo Fighters – Learn to Fly
- Fuel – Bad Day

## G
- Peter Gabriel – When You’re Falling
- The Gap Band – You Dropped a Bomb on Me
- Godsmack – Bad Religion
- Green Day – Brain Stew
- Norman Greenbaum – Spirit in the Sky

## H
- Happenings – See You in September
- Jimi Hendrix – Hey Joe
- Herman's Hermits – Wonderful World
- The Hollies – He Ain’t Heavy, He’s My Brother

## J
- Jan and Dean – Dead Man’s Curve
- Billy Joel – Only the Good Die Young
- Elton John – Bennie and the Jets, Daniel és Rocket Man
- Johnny Maestro & The Brooklyn Bridge – Worst That Could Happen
- Judas Priest – Some Heads Are Gonna Roll

## K
- Kansas – Dust in the Wind
- Carole King – I Feel the Earth Move
- KoЯn – Falling Away from Me
- Lenny Kravitz – Fly Away

## L
- Led Zeppelin – Stairway to Heaven
- John Lennon – Imagine
- Jerry Lee Lewis – Great Balls of Fire
- Limp Bizkit – Break Stuff
- Local H – Bound for the Floor
- Los Bravos – Black Is Black
- Lynyrd Skynyrd – Tuesday's Gone

## M
- Martha and the Vandellas – Nowhere to Run, Dancing in the Street
- MC Hammer – Have You Seen Her
- Paul McCartney és a Wings – Live and Let Die
- Barry McGuire – Eve of Destruction
- Don McLean – American Pie
- Megadeth – Dread and the Fugitive Mind és Sweating Bullets
- John Mellencamp – Crumbling Down és I’m on Fire
- Metallica– Enter Sandman, Fade to Black, Harvester of Sorrow és Seek & Destroy
- Steve Miller – Jet Airliner
- Mitch Ryder – Devil With a Blue Dress On
- Alanis Morissette – Ironic
- Mudvayne – Death Blooms

## N
- Ricky Nelson – Travelin’ Man
- Nena – 99 Luftballons
- Nine Inch Nails – Head Like a Hole

## O
- Oingo Boingo – Dead Man's Party
- Ozzy Osbourne – Suicide Solution

## P
- Paper Lace – The Night Chicago Died
- John Parr – St. Elmo’s Fire
- Peter and Gordon – I Go to Pieces és A World Without Love
- Peter, Paul and Mary – Blowin’ in the Wind és Leavin’ on a Jet Plane
- Tom Petty – Free Fallin’
- Pink Floyd – Mother és Run Like Hell
- P.O.D. – Boom
- Elvis Presley – (You’re The) Devil in Disguise
- The Pretenders – My City Was Gone

## Q
- Queen – Another One Bites the Dust és Killer Queen

## R
- Rage Against the Machine – összes dal
- Red Hot Chili Peppers – Aeroplane és Under the Bridge
- R.E.M. – It’s the End of the World as We Know It (And I Feel Fine)
- The Rolling Stones – Ruby Tuesday

## S
- Saliva – Click Click Boom
- Santana – Evil Ways
- Savage Garden – Crash And Burn
- Simon and Garfunkel – Bridge over Troubled Water
- Frank Sinatra – New York, New York
- Slipknot – Left Behind és Wait and Bleed
- The Smashing Pumpkins – Bullet With Butterfly Wings
- Soundgarden – Black Hole Sun, Blow Up The Outside World és Fell on Black Days
- Bruce Springsteen – I’m Goin’ Down és I’m on Fire
- Edwin Starr/Bruce Springsteen – War
- Steam – Na Na Hey Hey Kiss Him Goodbye
- Cat Stevens – Morning Has Broken és Peace Train
- Stone Temple Pilots – Big Bang Baby és Dead and Bloated
- Sugar Ray – Fly
- The Surfaris – Wipeout
- System of a Down – Chop Suey!

## T
- Talking Heads – Burning Down the House
- James Taylor – Fire And Rain
- Temple of the Dog – Say Hello 2 Heaven
- Third Eye Blind – Jumper
- Three Degrees – When Will I See You Again
- Tool – Intolerance
- The Trammps – Disco Inferno

## U
- U2 – Sunday Bloody Sunday

## V
- Van Halen – Jump és Dancing in the Street

## W
- J. Frank Wilson – Last Kiss

## Y
- The Youngbloods – Get Together

## Z
- Zager and Evans – In the Year 2525
- The Zombies – She’s Not There